# Atletisme als Jocs Olímpics d'Estiu de 1920 - cros per equips masculí
El cros per equips masculí va ser una de les proves del programa d'atletisme disputades durant els Jocs Olímpics d'Anvers de 1920. La prova es va disputar el 23 d'agost de 1920 i hi van prendre part 41 atletes de 7 nacions diferents.

## Medallistes
| Or                                                             | Plata                                                   | Bronze                                               |
| FinlàndiaPaavo Nurmi · Heikki Liimatainen · Teodor Koskenniemi | Regne UnitJames Wilson · Anton Hegarty · Alfred Nichols | SuèciaEric Backman · Gustaf Mattsson · Hilding Ekman |

## Resultats
Els tres primers classificats de cada nació de la competició individual de cros determina la classificació final d'aquest prova. Les posicions se sumen i l'equip que obté un menor resultat és el vencedor.
| Pos. | Nació        | Atleta                | Pos. | Punts | Punts Totals |
| ---- | ------------ | --------------------- | ---- | ----- | ------------ |
| 1    | Finlàndia    | Paavo Nurmi           | 1    | 1     | 10           |
| 1    | Finlàndia    | Heikki Liimatainen    | 3    | 3     | 10           |
| 1    | Finlàndia    | Teodor Koskenniemi    | 6    | 6     | 10           |
| 1    | Finlàndia    | Ilmari Vesamaa        | 14   | -     | 10           |
| 1    | Finlàndia    | Eino Rastas           | 18   | -     | 10           |
| 1    | Finlàndia    | Hannes Miettinen      | 23   | -     | 10           |
| 2    | Regne Unit   | James Wilson          | 4    | 4     | 21           |
| 2    | Regne Unit   | Frank Hegarty         | 5    | 5     | 21           |
| 2    | Regne Unit   | Alfred Nichols        | 12   | 12    | 21           |
| 2    | Regne Unit   | Christopher Vose      | 19   | -     | 21           |
| 2    | Regne Unit   | Walter Freeman        | 22   | -     | 21           |
| 2    | Regne Unit   | Larry Cummins         | 26   | -     | 21           |
| 3    | Suècia       | Eric Backman          | 2    | 2     | 23           |
| 3    | Suècia       | Gustaf Mattsson       | 10   | 10    | 23           |
| 3    | Suècia       | Hilding Ekman         | 11   | 11    | 23           |
| 3    | Suècia       | Werner Magnusson      | 13   | -     | 23           |
| 3    | Suècia       | Lars Hedwall          | 24   | -     | 23           |
| 3    | Suècia       | Knut Alm              | 30   | -     | 23           |
| 4    | Estats Units | Patrick Flynn         | 9    | 9     | 36           |
| 4    | Estats Units | Fred Faller           | 15   | 13    | 36           |
| 4    | Estats Units | Max Böhland           | 16   | 14    | 36           |
| 4    | Estats Units | Lewis Watson          | 34   | -     | 36           |
| 4    | Estats Units | Bob Crawford          | 40   | -     | 36           |
| 4    | Estats Units | Amisoli Patisoni      | Ab.  | -     | 36           |
| 5    | França       | Gaston Heuet          | 8    | 8     | 40           |
| 5    | França       | Gustave Lauvaux       | 17   | 15    | 40           |
| 5    | França       | Joseph Servella       | 21   | 17    | 40           |
| 5    | França       | Edmond Brossard       | 31   | -     | 40           |
| 5    | França       | Edmond Bimont         | 32   | -     | 40           |
| 5    | França       | Joseph Guillemot      | Ab.  | -     | 40           |
| 6    | Bèlgica      | Julien Van Campenhout | 7    | 7     | 48           |
| 6    | Bèlgica      | Henri Smets           | 33   | 20    | 48           |
| 6    | Bèlgica      | Aimé Proot            | 36   | 21    | 48           |
| 6    | Bèlgica      | François Vyncke       | 37   | -     | 48           |
| 6    | Bèlgica      | Pierre Trullemans     | 41   | -     | 48           |
| 6    | Bèlgica      | Antoine Rivez         | 42   | -     | 48           |
| 7    | Dinamarca    | Albert Andersen       | 20   | 16    | 53           |
| 7    | Dinamarca    | Henrik Sørensen       | 27   | 18    | 53           |
| 7    | Dinamarca    | Jón Jónsen            | 28   | 19    | 53           |
| 7    | Dinamarca    | Julius Ebert          | 35   | -     | 53           |
| 7    | Dinamarca    | Artur Nielsen         | Ab.  | -     | 53           |